# Endymion
För andra betydelser, se Endymion (olika betydelser).

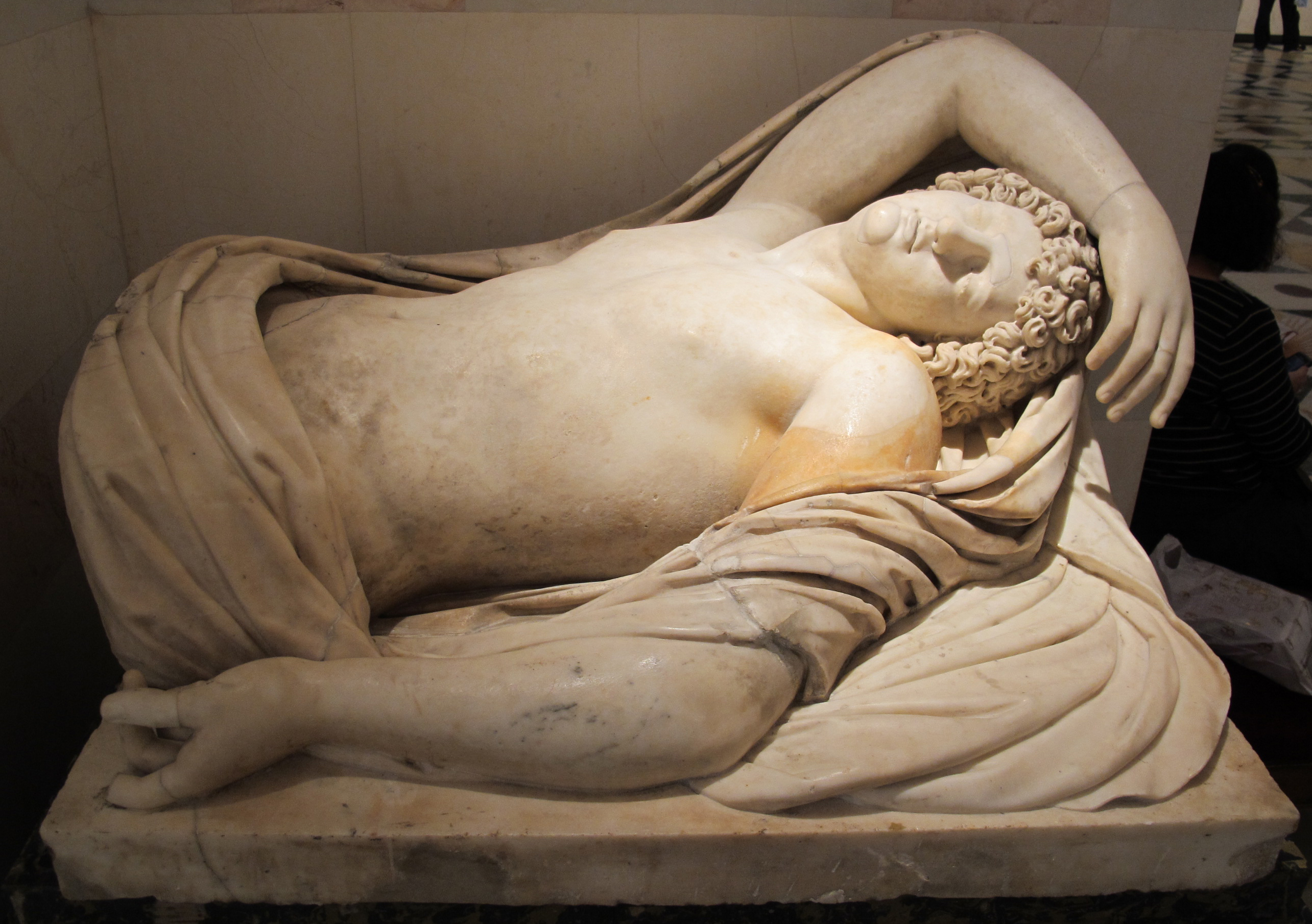
Endymion sovande

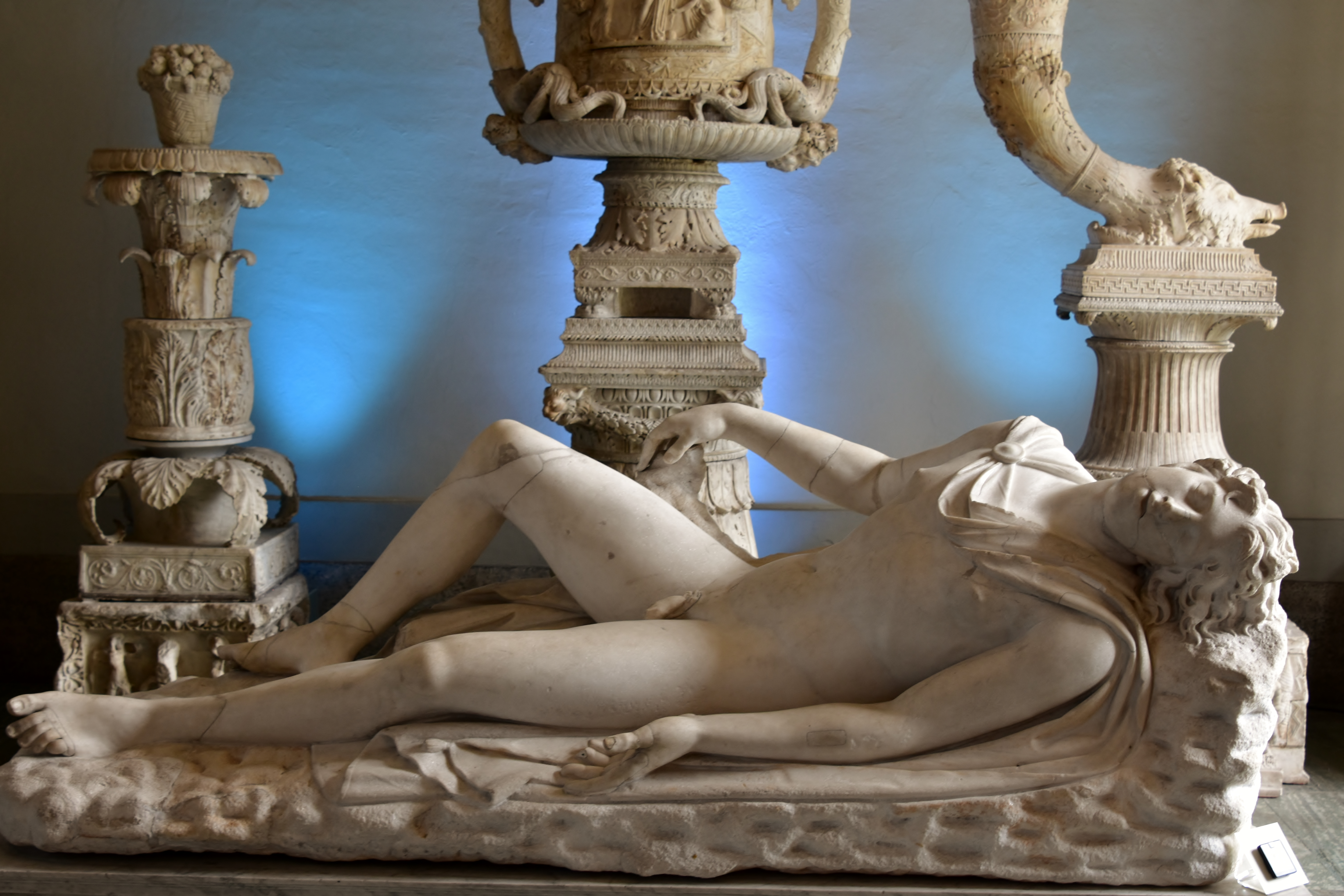
Endymion, Gustav III:s antikmuseum.

Endymion var i grekisk mytologi en vacker yngling med vanan att sova på ett berg. Mångudinnan Selene upptäckte honom på berget och förälskade sig i honom. Tillsammans fick de femtio döttrar, som vardera rådde över en av månens faser (enligt antik grekisk uppfattning hade månen femtio olika faser).
I senare tids bildkonst och diktning var det Artemis alias Diana som betraktades som mångudinnan, och som blev Endymions älskade och mor till hans femtio döttrar - detta trots att Artemis/Diana i alla andra myter alltid framställs som jungfrulig. I en variant av endymionmytologin blev guden Hypnos kär i Endymion och gjorde så att han inte kunde sluta sina ögon under sömnen, så att Hypnos kunde beundra den unge mannens ansikte med ständigt öppna ögon.